# Hexatoma plumbeinota
Hexatoma plumbeinota är en tvåvingeart som beskrevs av Alexander 1940. Hexatoma plumbeinota ingår i släktet Hexatoma och familjen småharkrankar. Inga underarter finns listade i Catalogue of Life.